# Lasiocercis nigropunctatus
Lasiocercis nigropunctatus là một loài bọ cánh cứng trong họ Cerambycidae.